# Kétchup de banana

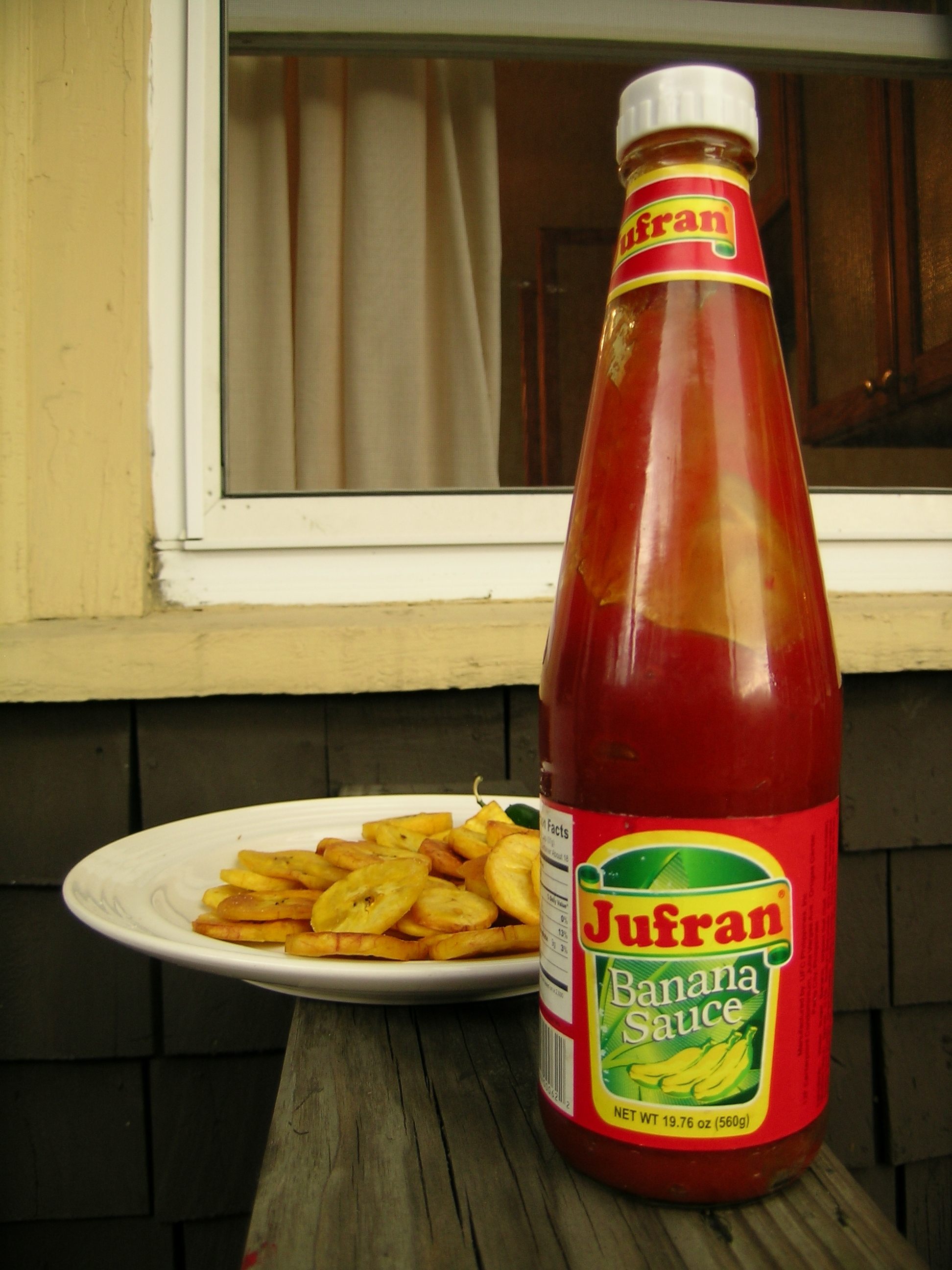
Jufran Banana Sauce, una marca de kétchup de plátano fabricada en Pásig, Filipinas, junto a un plato de tostones de plátano.

El kétchup de plátano o salsa de plátano es un popular condimento filipino hecho de plátano machacado, azúcar, vinagre y especias. Su color natural es marrón, por lo que a menudo se tiñe de rojo para que se parezca al kétchup de tomate. El kétchup de plátano se hacía cuando había escasez de kétchup de tomate durante la Segunda Guerra Mundial, debido a la falta de tomates y a una relativamente alta producción de plátanos. En el Caribe, la compañía Baron Foods Limited fabrica un kétchup de plátano de color amarillo para mantener la asociación con el plátano. Baron Foods Grenada también elabora una variante de nuez moscada que incorpora esta especia a la mezcla.

## Sabor y empleo
El kétchup de plátano es más dulce que el de tomate y su sabor se parece al del kecap manis indonesio y la salsa de chile dulce tailandesa. En los hogares filipinos este condimento se usa en casi todos los platos: tortillas de huevo, perritos calientes, hamburguesas, patatas fritas, pescados y carnes. El kétchup de plátano también es un ingrediente crucial y distintivo de los espaguetis al estilo filipino (más dulces que los tradicionales italianos).
Este productos se exporta a países donde existe una considerable población filipina (Estados Unidos, Canadá, Reino Unido, Arabia Saudía, Kuwait, Hong Kong, Francia, Suiza, Australia y Nueva Zelanda).
La verdadera procedencia e invención de la receta de kétchup de plátano es desconocida, pero se atribuye a la técnica alimentaria filipina María Y. Orosa (1893–1945).